# Joey Waronker
Joseph "Joey" Waronker (n. Los Ángeles, California; 21 de mayo de 1969) es un baterista y productor discográfico estadounidense. Ha trabajado con reconocidos artistas como Johnny Cash, Roger Waters, Nelly Furtado, Paul McCartney y R.E.M., encargándose del bajo, bongos, batería, etc.
Es hijo del productor Lenny Waronker, y de la cantante y actriz Donna Loren; su hermana menor, Anna Waronker, también se dedica a la música; y su abuelo es el violinista profesional Simon Waronker. Tiene otra hermana, Katie.
Waronker creció en Pacific Palisades, California. Asistió a Macalester College en Saint Paul, y se graduó en 1993.
Su primera participación importante como músico fue a finales de los años 1990 por su trabajo con Beck (Odelay, Mutations, Midnite Vultures, Sea Change, y Guero); y también como batería de sesión en el exitoso disco Adore (1998) de The Smashing Pumpkins, contribuyendo en tres canciones del álbum, luego la banda le ofreció formar parte de forma estable pero no aceptó.
Entre 1998 y 2002, Waronker formó parte de las giras de R.E.M., y contribuyó en dos álbumes de estudio (Up de 1998 y Reveal de 2001), encargándose de la batería luego de la partida de Bill Berry en 1997.
En 2010 se uniría al supergrupo Atoms for Peace, grabando el primer y único álbum llamado Amok (2013), en donde colaboro con el vocalista de Radiohead, Thom Yorke y Flea, bajista de los Red Hot Chili Peppers.
Según la revista New Musical Express es el bateria elegido para la gira mundial que el grupo británico Oasis dará en 2025.